# Fylkesväg 22
Fylkesväg 22 (norska: Fylkesvei 22) är en primär fylkesväg i Akershus fylke i sydöstra Norge som går mellan orten Gjelleråsen i Nittedals kommun och orten Hvam i Lillestrøms kommun. Vägen är 4,1 kilometer lång och asfalterad. Den passerar bland annat genom tätorten Hellerud.

## Anslutningar
Fylkesväg 22 ansluter till:
- Riksväg 4 (vid Gjelleråsen)
- Europaväg 6 (vid Hvam)
- Riksväg 22 (vid Hvam)